# Draga (gmina Ig)
Draga – wieś w Słowenii, w gminie Ig. W 2018 roku liczyła 180 mieszkańców.